# Rückhaltebecken Gissigheim
Das Rückhaltebecken Gissigheim war ein kleines Hochwasserrückhaltebecken bei Königheim-Gissigheim in der Nähe von Tauberbischofsheim im Main-Tauber-Kreis, Baden-Württemberg.

## Geschichte

### Vorgeschichte und Bau in den 1950er Jahren
In den 1930er Jahren wurden der Brehmbach zwischen Brehmen und Gissigheim begradigt und das Bachbett befestigt. Dadurch gingen Überflutungsflächen verloren, und die Fließgeschwindigkeit wurde erhöht. Um bei starken Niederschlägen die Überflutung von Teilen Gissigheims zu verhindern, wurde Ende der 1950er Jahre auf etwa halber Strecke zwischen Brehmen und Gissigheim ein Erddamm mit Steinkern und etwa mannshohem Durchlass aufgeschüttet. Der Einzugsbereich des Bauwerks lag bei 12,6 km² und der gewöhnliche Stauraum bei 144.000 m³. Die Dammhöhe über Gelände betrug 9,7 m und die Dammbreite etwa 2 m. Anhand des Fotos im Weblink, auf dem Personen zu erkennen sind, kann man eine Dammlänge von ca. 100 m abschätzen. Das nach der Kreisreform ab 1972 zuständige Wasserwirtschaftsamt Künzelsau hielt den Zustand des Rückhaltebecken für unzureichend und gab mehrfach Sanierungsvorschläge, die eine Verbreiterung der Dammkrone auf 5 m und eine Dammerhöhung um 1,3 m, sowie eine zweite Hochwasserentlastungsanlage vorsahen. Die Vorschläge wurden jedoch vom Königheimer Gemeinderat abgelehnt, zuletzt im Februar 1984.

### Dammbruch am Fronleichnamstag 1984

#### Ablauf und Hintergründe

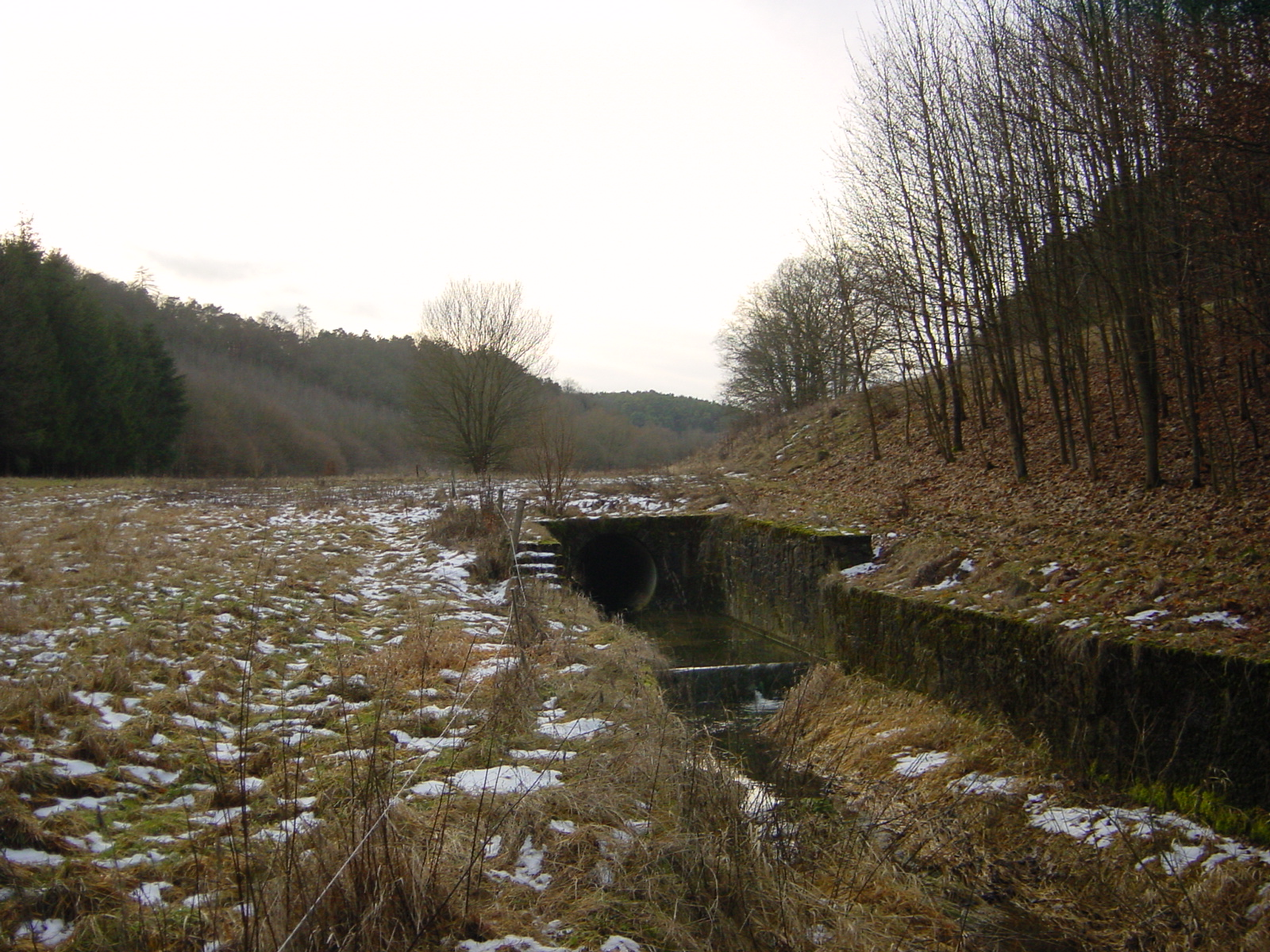
Heute ist an der Sperrstelle nur noch der ehemalige Durchlass zu sehen

Der Staudamm dieses Rückhaltebeckens brach am Fronleichnamstag, dem 21. Juni 1984, als er bei einem Hochwasser infolge von Starkregen mit extrem hohen Abflüssen überströmt wurde, weil nach kurzer Zeit der Grundablass verstopfte und seine Hochwasserentlastung die Wassermassen nicht abführen konnte, nachdem die Gitterabdeckung der Entlastungsanlage wegen Treibguts an Leistungsfähigkeit erheblich einbüßte. Der Damm war wie die meisten Dämme nicht überströmbar gebaut worden und seine Luftseite deshalb nicht erosionssicher. Der eigentliche Grund für den Dammbruch war jedoch nicht rückschreitende Erosion, sondern die Einbindung der Entlastungsanlage in den Dammkörper, wo eine Verzahnung des Überlaufbauwerks fehlte und durch die zurückspringenden Bauteile Hohlräume vorhanden waren.
Der maximale Wasserstand in dem Becken war 10,7 m, der Stauinhalt 0,144 Mio. m³.
Bei Beginn des Dammbruchs waren 0,165 Mio. m³ gestaut und es gab eine Überströmungshöhe von 65 cm.
Mittags begannen starke Regenfälle in Königheim und Umgebung. Etwa um 16:00 Uhr begann das Wasser über den Damm des Rückhaltebeckens zu laufen. Um 16:15 Uhr strömten ungefähr 54 m³/s über die Dammkrone. Etwa um 17:20 Uhr brach der Staudamm; die Augenzeugen gaben später unterschiedliche Zeiten an. Der maximale Breschen-Abfluss betrug ca. 80 m³/s. Um 17:42 Uhr erreichte die Flutwelle die Kettenmühle. Die durch den Dammbruch ausgelöste zweite Flutwelle beschädigte einen Großteil der Häuser in Königheim bis zum zweiten Stockwerk. Wegen der Retentionswirkung (Rückhaltewirkung) des breiter werdenden Tales konnte man sie in Königheim in dem allgemeinen Hochwasser jedoch nicht mehr als einzelne Welle erkennen.

#### Schäden
Es gab keine Todesopfer durch das Hochwasser, aber neun Verletzte und großen Sachschaden. 55 Stück Großvieh und 700 Stück Kleinvieh ertranken, 30 Gebäude wurden total zerstört und 130 beschädigt. 80 Kraftfahrzeuge wurden unbrauchbar. Die Schäden an Privateigentum beliefen sich auf ca. 33 Millionen DM, die Schäden an öffentlichen Einrichtungen auf rund 6 Millionen DM.
Trotz des Bruchs verhinderte das Becken einen noch größeren Schaden in Königheim, da es die Hochwasserwelle des Brehmbaches noch so lange zurückhielt, dass die Hochwasserwellen aus den Seiteneinzugsgebieten unterhalb des Regenrückhaltebeckens dieser vorauslaufen konnten und sich die Wellen nicht überlagerten.
Der Damm wurde nicht wiederhergestellt. Die Überreste wurden nach dem Unfall zurückgebaut. Heute sind nur noch der Grundablass und das Tosbecken zu sehen.

### Folgezeit
Nach der Fronleichnamsflut war die Gemeinde bis Ende der 1980er Jahre mit dem Wiederaufbau beschäftigt. Nach dieser Flut wurden immer wieder wirksame Hochwasserschutzmaßnahmen für die Zukunft diskutiert. Es sollte noch bis 2019/20 dauern, bis mit dem Hochwasserrückhaltebecken Königheim ein neues Schutzbauwerk im Brehmbachtal vor Königheim errichtet wurde.